# Naso annulatus

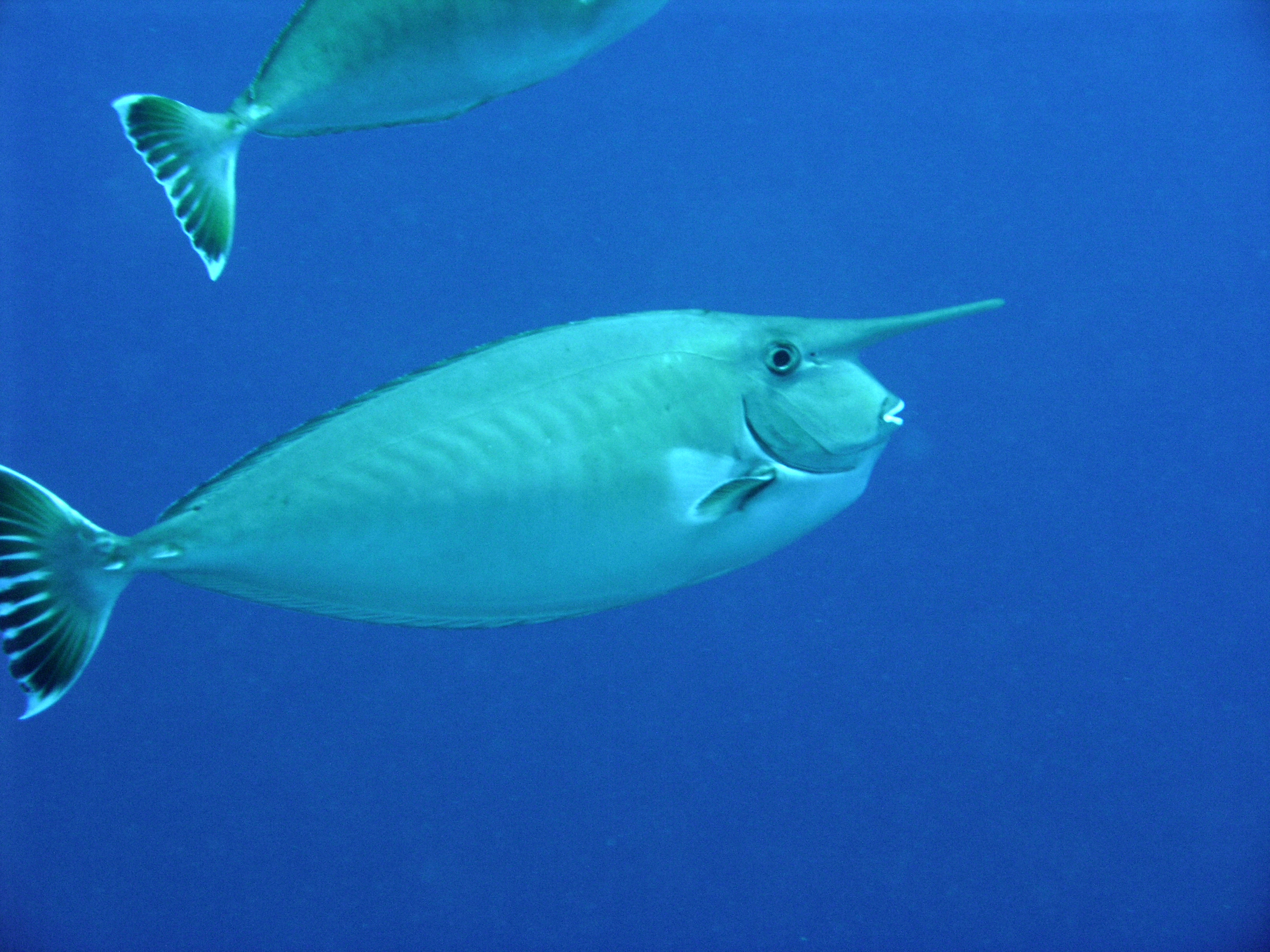
Naso annulatus a l'illa de Bunaken, Indonèsia

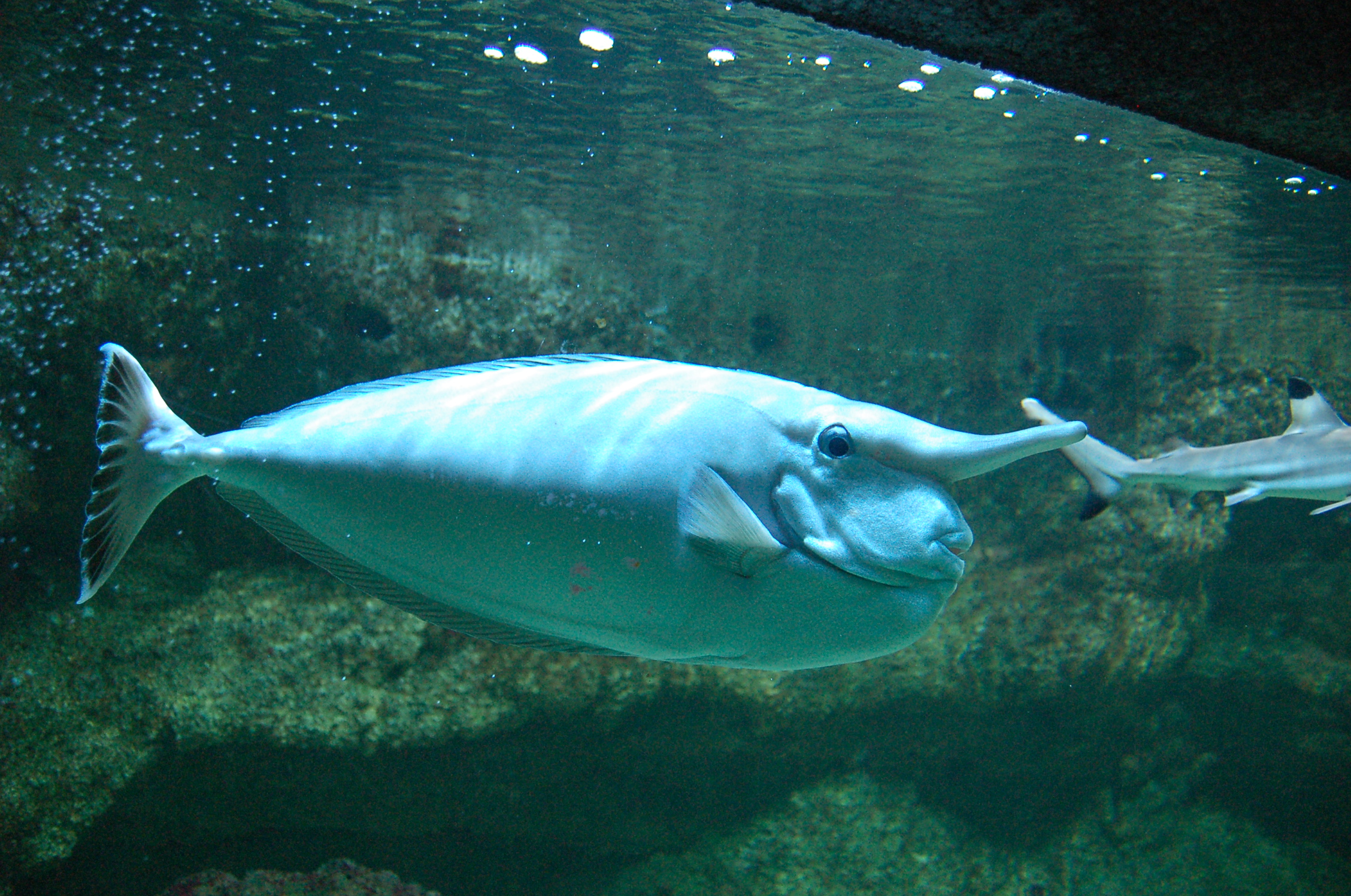
Naso annulatus a l'aquàrium del Palais de la Porte Dorée. París.

Naso annulatus és una espècie de peix pertanyent a la família dels acantúrids.

## Descripció
- Pot arribar a fer 100 cm de llargària màxima.
- 5 espines i 28-29 radis tous a l'aleta dorsal i 2 espines i 27-28 radis tous a l'anal.
- És de color olivaci o marró, més pàl·lid a la part inferior.[3][4]

## Alimentació
Menja zooplàncton i algues bentòniques.

## Hàbitat
És un peix marí, associat als esculls i de clima tropical (24 °C-28 °C; 32°N-32°S) que viu entre 1 i 60 m de fondària (normalment, entre 25 i 60).

## Distribució geogràfica
Es troba des de l'Àfrica oriental (incloent-hi les illes Mascarenyes) fins a les illes Hawaii, les illes Marqueses, les Tuamotu, el sud del Japó i l'illa de Lord Howe.

## Costums
És bentopelàgic.

## Observacions
N'hi ha informes d'intoxació per ciguatera.